# Ципеларник
Ципеларник је део намештаја који се користи за одлагање ципела. Може бити самосталан или уграђен у орман или гардеробу.
Величина ципеларника зависи од простора који је на располагању, као и од броја чланова породице односно броја ципела које треба сместити. Могу бити отворени, при чему се виде сложене ципеле, или затворени. Првенствено служе да се избегне гомила неуредних ципела поред улазних врата стана или куће.
Најједноставнији ципеларници су обичне полице, дрвене или жичане, са пар редова, које заузимају најмање простора и на које може да стане неколико пари ципела. Обично стоје у улазној просторији у стан или кућу, а често служе само за одлагање мокре и прљаве обуће, пре коначног смештаја након прања и сушења. Понекад је горња полица предвиђена за седење при обувању.
У ципеларницима се могу остављати и ципеле у оригиналним кутијама, уколико се ређе користе.
Ципеларници су обично уски ормани (33-35 цм) са полицама погодних димензија за смештај ципела. Могу бити ниски, средњи или високи, а и ширина је прилагођена потребама корисника. Неки ципеларници имају врата која се отварају ка кориснику, укосо, и ципеле поређане у појединачне џепове. Када се праве од платна, каче се за неку вешалицу и садрже полице са чврстим дном за одлагање ципела. Неке врсте носача за ципеле имају закривљене жичане петље на које се стављају ципеле. Понекад су тако направљени да се могу слагати један на други.
Често се дизајнирају тако да чине саставни део гарнитуре у ходнику која садржи и чивилук, део за одлагање кишобрана, огледало, фиоке и сл. Поред тога могу бити и део већег гардеробера у ходнику или соби.
Материјали за израду ципеларника су разноврни, углавном дрво, метал, медијапан, иверица, бамбус, платно, а боје: бела, црна, боја дрвета.